# دومبيير-سور-فيل
دومبيير-سور-فيل (بالفرنسية: Dompierre-sur-Veyle)‏ هي بلدية فرنسية تقع في إقليم الآن في فرنسا. رمز إنسي لها هو:1145. أما الرمز البريدي لها فهو: 1240.